# Шаповаловка (Хабаровский край)
Шапова́ловка — село в районе имени Лазо Хабаровского края России. Входит в состав Ситинского сельского поселения.

## География
Село Шаповаловка стоит берегу на реки Змейка (бассейн реки Обор).
Село расположено на автомобильной дороге Владимировка — Сукпай.
Расстояние до автотрассы «Уссури» (в селе Владимировка) около 39 км.
Расстояние до административного центра сельского поселения посёлка Сита около 19 км.
Расстояние до автотрассы «Восток» около 12 км.
Расстояние до районного центра посёлка Переяславка (через Владимировку) около 42 км.
На юг от села Шаповаловка идёт дорога к посёлку Змейка, расстояние около 1 км.

## Население
| 2002 | 2010 | 2011 | 2012 | 2021 |
| ---- | ---- | ---- | ---- | ---- |
| 10   | ↗12  | →12  | →12  | ↘2   |

## Улицы
- пер. 1-й,
- ул. 1-я,
- ул. 2-я.

## Экономика
Жители занимаются сельским хозяйством. Также работают предприятия, занимающиеся заготовкой леса.

## Транспорт
Рядом с селом Шаповаловка проходила ведомственная Оборская железная дорога, в настоящее время разобрана.